# 向順徳
向 順徳（しょう じゅんとく　1791年（乾隆56年） - 1860年（咸豊10年））は、第二尚氏王統第17代尚灝王の正妃・佐敷按司加那志。